# 에므리크 라포르트
에므리크 라포르트(프랑스어: Aymeric Laporte, 1994년 5월 27일 ~ )는 스페인의 축구 선수로 현재 사우디 프로페셔널리그의 알나스르 FC에서 수비수로 활약 중이며 스페인 대표팀의 일원으로도 활약하고 있다.

## 클럽 경력
2011년 당시 스페인 4부 리그인 테르세라 디비시온의 CD 바스코니아 소속으로 프로에 입문하여 2011-12 시즌 33경기 2골을 기록한 뒤 2012-13 시즌을 앞두고 세군다 디비시온 B 소속팀이자 아틀레틱 빌바오 산하 2군팀인 빌바오 아틀레틱으로 이적하여 8경기를 소화하다가 1군팀으로 승격된 후 2017-18 시즌까지 222경기 10골을 기록하면서 라리가 2013-14 4위, 코파 델 레이 2014-15 준우승, 2015년 스페인 슈퍼컵 우승에 기여했다.
그리고 2018년 1월 무려 약 865억원의 이적료에 잉글랜드 프리미어리그의 강호 맨체스터 시티와 입단 계약을 체결한 뒤 2022-23 시즌까지 리그 3회 우승(2017-18, 2018-19, 2020-21), 2018-19 시즌 잉글랜드 FA컵 우승, EFL컵 3회 우승(2017-18, 2018-19, 2020-21), 2018년 FA 커뮤니티 실드 우승, 2020-21년 UEFA 챔피언스리그 준우승 등의 성과를 거두었다.
2023년 8월 24일, 사우디 프로페셔널리그의 알나스르로 이적했다.

## 국가대표팀 경력

### 프랑스 청소년 대표팀
2011년부터 2016년까지 5년간 프랑스 연령대별 청소년 대표팀의 주축 수비수로 51경기에 출전하며 프랑스 U-19 대표팀의 2013년 UEFA 유러피언 U-19 챔피언십 준우승에 기여했고 이에 힘입어 이 대회 수비수 부문 드림팀에 선정되는 기염을 토했다.

### 스페인 A대표팀
그러나 프랑스 A대표팀 동료들과도 잘 어울리지 못했을 뿐더러 예전 소속팀 동료였던 앙투안 그리즈만과의 불화설까지 불거지는 등 여러 문제가 터지면서 프랑스 A대표팀에서는 끝내 단 1경기도 출전하지 못했고 결국 2021년 5월 12일 UEFA 유로 2020 출전을 위해 스페인으로 귀화한 후 24일 스페인 대표팀에 정식 합류하여 6월 5일 포르투갈과의 평가전에서 국제 A매치 데뷔전을 치렀다.
그리고 슬로바키아와의 유로 2020 E조 최종전에서 A매치 데뷔골을 신고했고 이후 스페인은 승승장구하며 UEFA 유로 2012 우승 이후 9년만에 4강에 오르는 기염을 토한 반면 라포르트의 본래 조국인 프랑스는 스위스와의 16강전 승부차기에서 에이스 킬리안 음바페의 실축에 발목이 잡히며 스위스의 사상 첫 유로 대회 8강이자 1954년 FIFA 월드컵 이후 67년만의 메이저 대회 8강 진출의 희생양이 되고 말았다.
그 후 2022년 FIFA 월드컵 본선 26인 엔트리에 이름을 올렸고 본선 조별리그 2경기에 선발 출전하여 팀의 2회 연속 16강 진출에 기여했고 모로코와의 16강전에서도 선발 출격했지만 팀은 모로코를 상대로 졸전을 이어가다가 승부차기에서 0-3으로 완패를 당하며 2회 연속 16강에서 탈락하는 굴욕을 맛보았다.

## 통계
| 클럽            | 시즌    | 리그 | 리그 | 컵   | 컵   | 대륙 | 대륙 | 기타 | 기타 | 합계 | 합계 |
| 클럽            | 시즌    | 출전 | 득점 | 출전 | 득점 | 출전 | 득점 | 출전 | 득점 | 출전 | 득점 |
| --------------- | ------- | ---- | ---- | ---- | ---- | ---- | ---- | ---- | ---- | ---- | ---- |
| 아틀레틱 클루브 | 2012-13 | 15   | 0    |      |      | 2    | 0    |      |      | 17   | 0    |
| 아틀레틱 클루브 | 2013-14 | 35   | 2    | 3    | 0    |      |      |      |      | 38   | 2    |
| 아틀레틱 클루브 | 2014-15 | 33   | 0    | 7    | 0    | 9    | 0    |      |      | 49   | 0    |
| 아틀레틱 클루브 | 2015-16 | 26   | 3    | 5    | 2    | 12   | 0    | 2    | 0    | 45   | 5    |
| 아틀레틱 클루브 | 2016-17 | 33   | 2    | 4    | 0    | 6    | 0    |      |      | 43   | 2    |
| 아틀레틱 클루브 | 2017-18 | 19   | 0    | 1    | 0    | 10   | 1    |      |      | 30   | 1    |
| 맨체스터 시티   | 2017-18 | 9    | 0    | 1    | 0    | 3    | 0    |      |      | 13   | 0    |
| 맨체스터 시티   | 2018-19 | 35   | 3    | 5    | 0    | 10   | 2    | 1    | 0    | 51   | 5    |
| 맨체스터 시티   | 2019-20 | 15   | 1    | 2    | 0    | 3    | 0    |      |      | 20   | 1    |
| 맨체스터 시티   | 2020-21 | 16   | 0    | 7    | 2    | 4    | 0    |      |      | 27   | 2    |
| 맨체스터 시티   | 2021-22 | 33   | 4    | 2    | 0    | 9    | 0    |      |      | 44   | 4    |
| 맨체스터 시티   | 2022-23 | 12   | 0    | 8    | 0    | 4    | 0    |      |      | 24   | 0    |
| 맨체스터 시티   | 2023-24 | 1    | 0    |      |      |      |      |      |      | 1    | 0    |
| 알 나스르       | 2023-24 | 27   | 4    | 4    | 0    | 7    | 0    | 1    | 0    | 39   | 4    |
| 알 나스르       | 2024-25 | 20   | 4    | 2    | 0    | 6    | 1    | 2    | 0    | 30   | 5    |

## 수상 내역

#### 아틀레틱 클루브
- 수페르코파 데 에스파냐 : 2015

#### 맨체스터 시티
- 프리미어리그 : 2017-18, 2018-19, 2020-21, 2021-22, 2022-23
- FA컵 : 2018-19, 2022-23
- 리그컵 : 2017-18, 2018-19, 2019-20, 2020-21
- 커뮤니티 쉴드 : 2018
- UEFA 챔피언스리그 : 2022-23
- UEFA 슈퍼컵 : 2023

#### 스페인
- UEFA 유로 : 2024
- UEFA 네이션스리그 : 2022-23

### 개인
- UEFA U-19 유로 대회 베스트 : 2013
- 라리가 올해의 팀 : 2013-14
- PFA 올해의 팀 : 2018-19